# Karl Friedrich Merten
Karl Friedrich Merten (ur. 15 sierpnia 1905 w Poznaniu, zm. 2 maja 1993 w Waldshut-Tiengen) – niemiecki wojskowy, kapitän zur see, dowódca okrętów podwodnych podczas II wojny światowej. 
Od 11 lutego 1941 roku dowodził U-68 typu IXC. Awansowany do stopnia Kapitäna zur See 1 kwietnia 1945 roku. Odznaczony Krzyżem Rycerskim z dniem 16 czerwca 1942 roku, jako 112. w Kriegsmarine i 53. w U-Bootwaffe. 16 listopada 1942 roku otrzymał Liście Dębu jako 147. w Wehrmachcie, 20. w Kriegsmarine i 17. we flocie podwodnej.
Karl Friedrich Merten był jednym z najbardziej skutecznych dowódców okrętów podwodnych w prowadzonej przez Niemcy wojnie o przerwanie łańcucha dostaw morskich do Wielkiej Brytanii. W trakcie jedynie pięciu przeprowadzonych patroli zatopił 29 statków o łącznym tonażu 180 000 BRT. Sukcesy te osiągnął jednak w pierwszym okresie wojny, w którym działania ZOP aliantów nie miały jeszcze tak dużego rozmachu, jak od 1943 roku – gdy Merten pełnił już funkcje wojskowe na lądzie.
Od stycznia do lutego 1943 roku pełnił obowiązki dowódcy 26. Flotylli U-Bootów, w marcu 1943 objął dowództwo 24. Flotylli, zaś w maju 1944 roku został skierowany do sztabu BdU w Kilonii. W czerwcu 1944 roku powrócił do 24. Flotylli, którą kierował do marca 1945 roku. Objął później dowodzenie szkoleniem na Bałtyku, od 11 marca do 23 kwietnia 1945 roku też był doradcą członków najwyższego dowództwa marynarki. 24 kwietnia został przydzielony do wykonywania zadań specjalnych w kwaterze Hitlera w Berlinie, następnie wyznaczono mu zadania specjalne w rejonie alpejskim. Wyznaczono go wówczas do dowodzenia alpejskim batalionem piechoty marynarki, choć wg samego Mertena nie doszło do faktycznego objęcia tej funkcji. Tamże jednak został pojmany i osadzony w amerykańskim ośrodku odosobnienia w bawarskim Biesenhofen, gdzie przebywał od 29 czerwca 1945 roku do 5 października 1948 roku. 8 marca 1949 roku został ponownie aresztowany i osadzony przez Francuzów, w związku ze sprawą zatopienia francuskiego statku „Frimaire”. Z braku dowodów został uniewinniony 10 października 1949 roku.